# Attrezzo agricolo

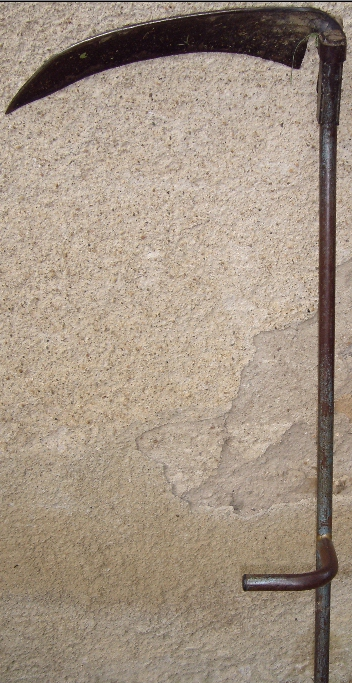
Una falce

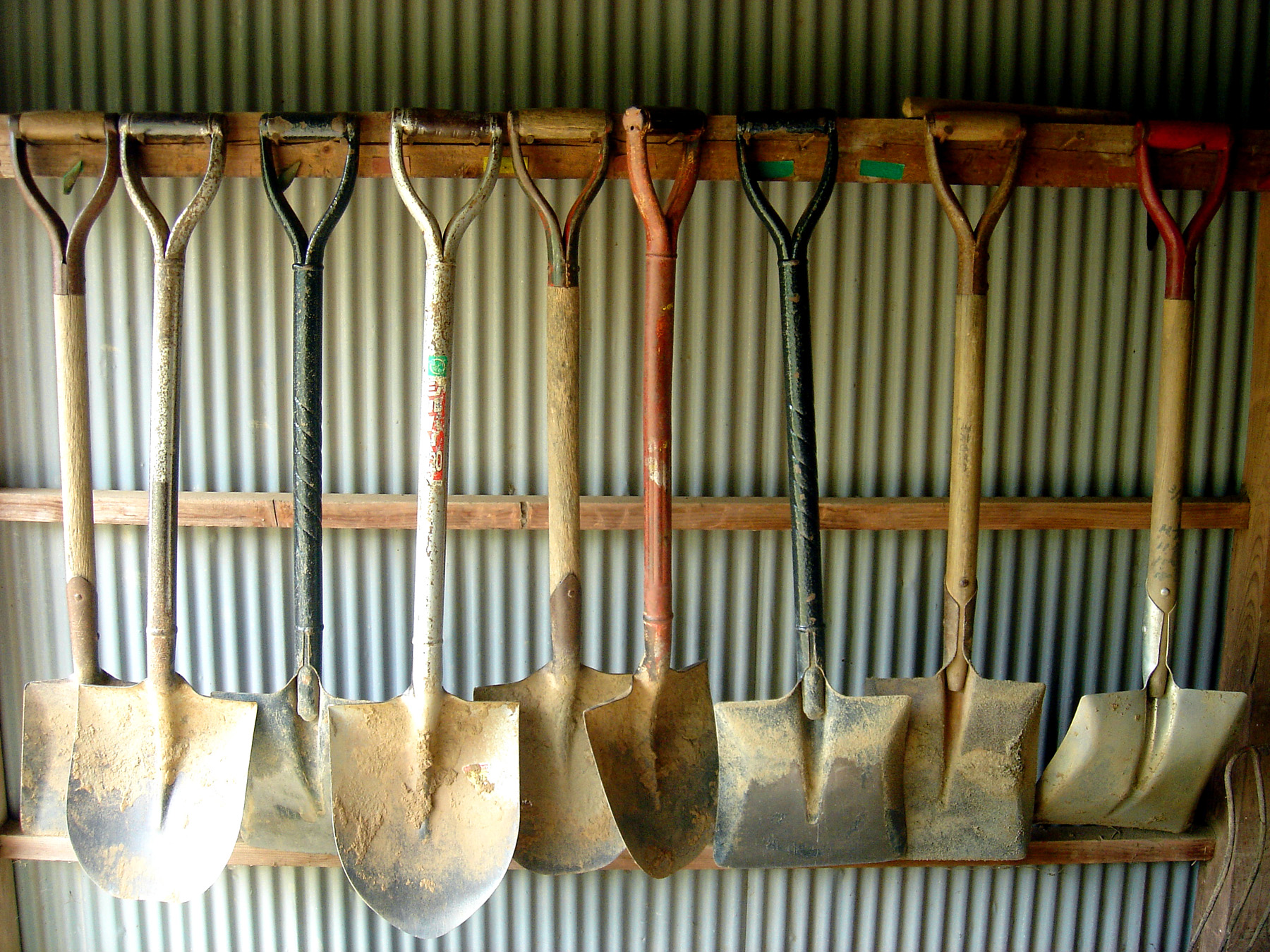
delle pale

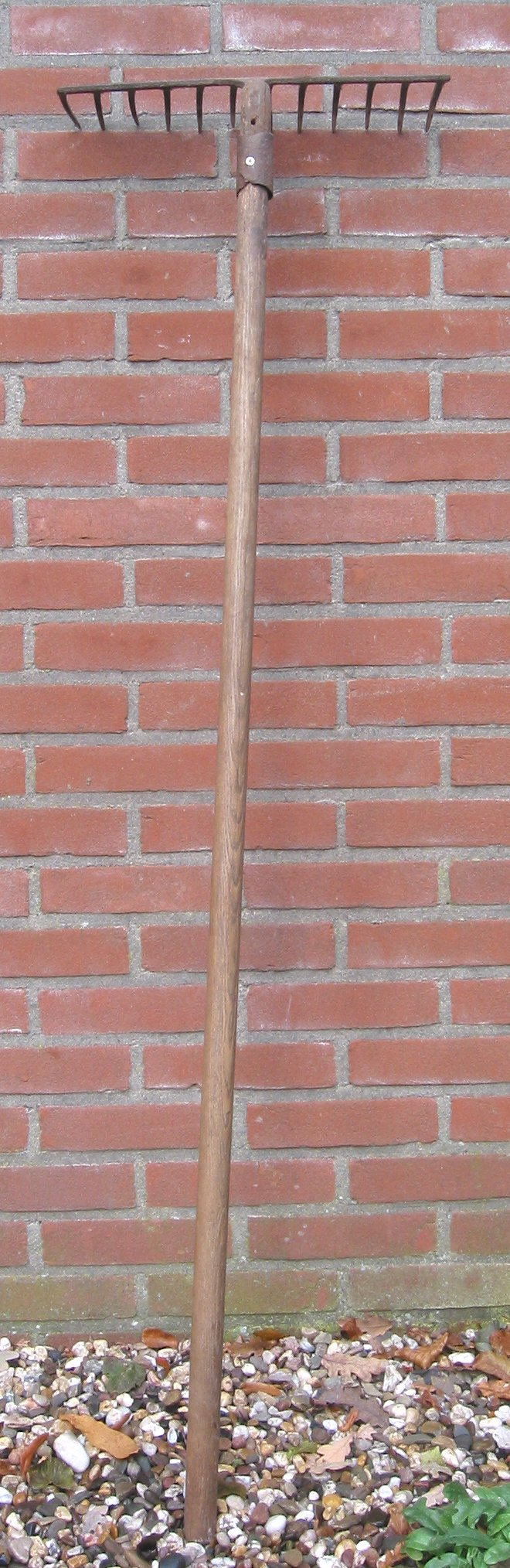
un rastrello

Gli attrezzi agricoli sono strumenti di lavoro in agricoltura, di fondamentale importanza nell'attività umana. Si dividono in attrezzi manuali e meccanici. I manuali hanno svolto un ruolo di primo piano fino al XIX secolo nella parte occidentale, ma a tutt'oggi sono impiegati in tutto il globo, specialmente nei paesi poco industrializzati. Per altri lavori o per la produzione agricola a livello industriale sono affiancati o del tutto sostituiti dalle macchine agricole meccaniche con funzioni analoghe. D'altro canto, va detto che gli strumenti manuali non sono mai caduti del tutto in disuso, neanche nel mondo occidentale. Difatti, sono utili e soventemente necessari in vari casi: ad esempio, quando si pratica un'agricoltura su appezzamenti ridotti (il caso dell'orticoltura a livello personale e/o familiare); oppure quando i terreni non sono del tutto lavorabili con attrezzi meccanici; risultano inoltre utilissimi nello svolgere lavori dove è necessaria maggior cura manuale (ad esempio la floricoltura).
Gli attrezzi agricoli manuali vengono classificati in base al lavoro con cui vengono utilizzati in:

## Lavorazione del terreno

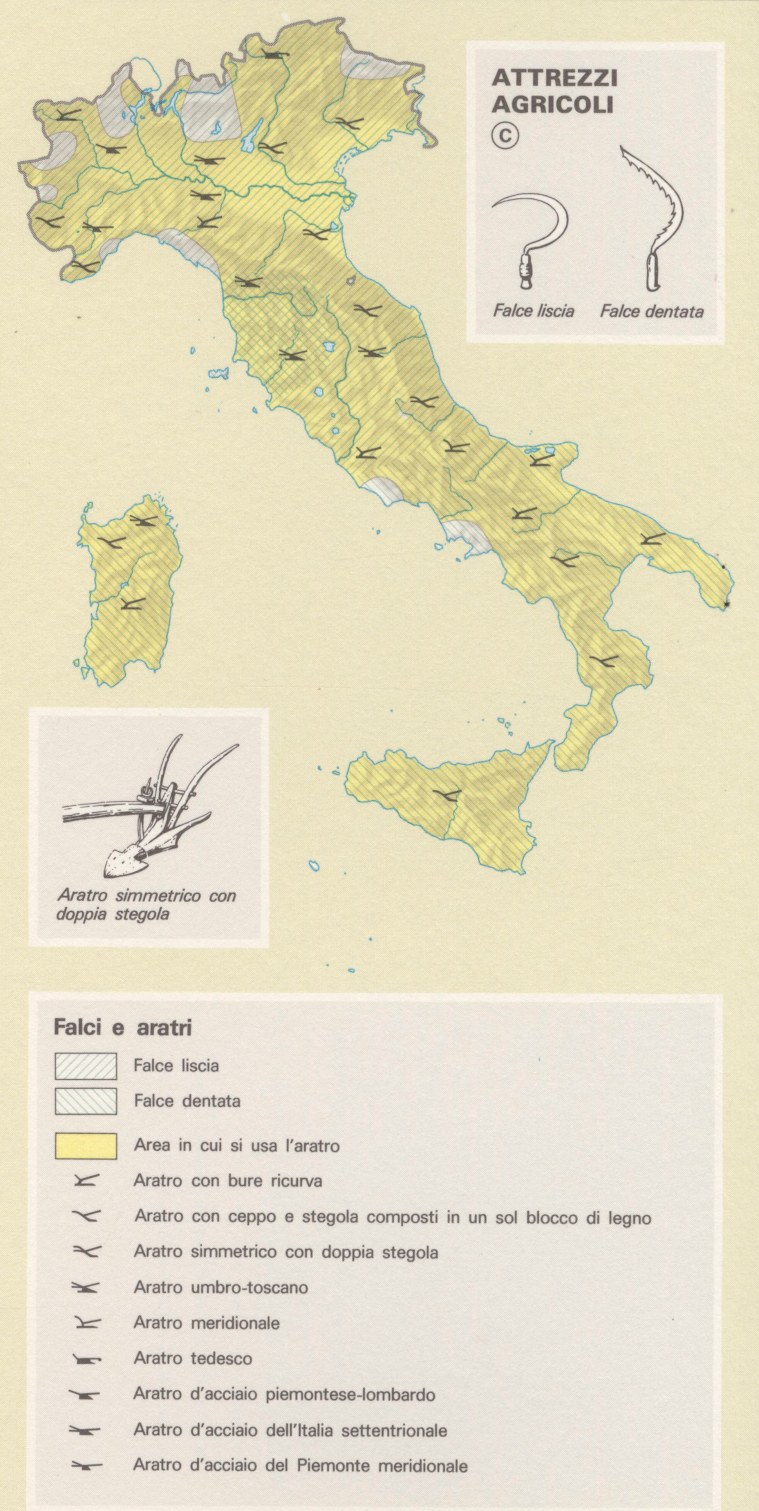
Distribuzione degli attrezzi agricoli tradizionali in Italia.

- vanga
- zappa
- pala
- piccone
- magaglio
- bivanga

## Lavori di raccolta
- scure
- accetta
- ascia
- falce
- falcetto, forca
- rastrello e attrezzi per la raccolta delle olive

## Arbicoltura e selvicoltura
- scure
- accetta
- ascia
- sega
- roncola, ronchetto
- forbici e cesoie
- attrezzi per l'innesto
- raschiatore, legatore e attrezzi per la slupatura dell'olivo

## Lavori agricoli vari
trapiantatore, cartoccia, vanga per insalati, tagliafieno, tenaglie, disopercolatori, annaffiatoi